# Russellville (Illinois)
Russellville – wieś w Stanach Zjednoczonych, w stanie Illinois, w hrabstwie Lawrence.